# Kabgayi
Kabgayi es troba al sud de Gitarama al districte de Muhanga, Província del Sud (Ruanda), 40 kilòmetres al sud-oest de Kigali.
Es va establir com una missió de l'Església Catòlica en 1905. Es va convertir en el centre del catolicisme a Ruanda i és la s eu de la catedral més antiga del país i dels seminaris catòlics, escoles i un hospital. L'església va recolzar per primera vegada a l'elit governant tutsi, però posteriorment va donar suport a la majoria hutu.
Durant el genocidi ruandès de 1994, milers de tutsis que s'hi havien refugiat van ser assassinats. Alguns supervivents admiren el coratge de molts sacerdots que els van ajudar durant aquests dies difícils, com el pare Evergiste Rukebesha i molts altres. Posteriorment, alguns hutus inclosos tres bisbes i molts sacerdots van ser assassinats pels rebels del FPR. Una sepultura en massa al costat de l'hospital està marcada per un monument commemoratiu. A l'interior de la basílica es conserven els cossos dels tres bisbes assassinats pels rebels del FPR. A dos d'ells (l'arquebisbe de Kigali Vincent Nsengiyumva i el bisbe de Byumba Joseph Ruzindana) el govern ruandès va rebutjar transferir-los a les seves pròpies catedrals.

## Localització
Kabgayi es troba al centre de l'altiplà central de Ruanda a una elevació d'aproximadament 1.800 metres sobre el nivell del mar.
La comunitat es troba just al sud de Gitarama, la segona ciutat més gran de Ruanda, i a uns 30 km de Kigali, la capital. Té un clima temperat. Hi ha dues estacions plujoses. Les precipitacions anuals mitjanes són de 1.000 a 1.100 mm. L'evapotranspiració anual estimada és de 815 mm.
El sòl és sorrenc i relativament infèrtil.
Des de 2002, la majoria de les persones del districte de Kabgayi s'han dedicar a l'agricultura.
Només algunes de les llars més riques podien permetre's tenir ramat propi.

## Història antiga
El regne de Ruanda abans que arribessin les potències colonials europees va ser governat per una elit tutsi d'aproximadament el 15% de la població sobre una classe camperola hutu d'aproximadament el 85%.
Ambdós es creu que han emigrat des d'altres llocs en algun moment del passat, els tutsis des de l'est i els hutus des del nord. L'estereotip és que els tutsis eren alts i prims mentre que els hutus eren més cepats i més resistents. Els tutsis eren ramaders amb tradició guerrera i els hutus eren agricultors. Ambdós parlaven una llengua comuna, el kinyarwanda.
Els hutus rics s'havien casat amb dones de la classe dirigent tutsi i molts tutsis eren agricultors pobres sense bestiar, però encara hi havia diferències socials que establirn els tutsis per sobre dels hutus al començament de l'era colonial.
Al principi, les missions a Ruanda es trobaven sota el Vicariat Apostòlic de Victòria del Sud Nyanza, dirigit per John Joseph Hirth.
Kabgayi va ser fundada com a missió pels alemanys, el poder colonial, que havien rebut un permís reticent de la cort del rei Musinga de Ruanda en 1904. Els missioners van rebre el turó de Kabgayi en febrer de 1905. Van obtenir 120 hectàrees de terra. Les seves demandes de treball del poble de la regió van provocar tensions amb la cort. En resposta, les autoritats alemanyes van informar als missioners que havien d'obtenir el permís de la Cort per reclutar treballadors, i la potència colonial no els ajudaria en això.
No obstant això, la missió aviat es va convertir en un poder a la terra. El rei Musinga, dedicat a una lluita interna pel poder, es va ocupar de mantenir relacions amistoses amb els missioners, i al desembre de 1906 els va dir que agradaria que tots els seus súbdits aprenguessin a resar. Els notables tutsis també van veure valuoses les bones relacions amb aquests poderosos terratinents. Les seves llargues visites es van convertir en un problema per als sacerdots, que no sempre podien donar-los l'atenció que demanava la cortesia.
El juliol del 1907, els pares van començar a construir una escola a Kabgayi per als fills dels caps tutsis, que consideraven els líders naturals del país.
Els pares s'aliaven amb un camperol hutu contra el seu senyor tutsi quan el camperol estava equivocat segons les lleis de la terra i foren censurats altre cop per les autoritats alemanyes. En general, però, els missioners de Kabgayi van seguir una política pro-tutsi.
Les missions a Burundi, que s'havien constituït sota el Vicariat Apostòlic d'Unyanyembe, es van unir a les de Ruanda per formar el Vicariat Apostòlic de Kivu. El 12 de desembre de 1923 Jean-Joseph Hirth fou nomenat primer vicari apostòlic de Kivu.
En 1913 es va fundar a Kabgayi el seminari menor de Saint Leon.
Alguns dels primers estudiants provenien de la missió de Rubyia a Tanganyika, i podien parlar llatí millor que els antics sacerdots europeus.
Hirth va establir la seva seu a Kabgayi i va treballar amb els seminaristes ruandesos fins al seu retir en 1921.
En 1916, durant la Primera Guerra Mundial els belgues van prendre el control de Ruanda i Burundi. Van continuar la política alemanya, inclòs el suport de la classe dirigent tutsi.
El 1921 hi havia trenta mil cristians al Vicariat Apostòlic de Kivu. Kabgaye esdevingué la seu del Vicariat Apostòlic de Ruanda quan va ser creat a l'abril de 1922, separat del Vicariat Apostòlic d'Urundi. En 1928, Alexis Kagame va ingressar al seminari menor de Kabgayi.
Va ser un gran líder intel·lectual, autor i expert en tradicions i cultura ruandeses.
El 1932 es va instal·lar la primera impremta de Ruanda a Kabgayi. Kinyamateka, el primer diari local, va començar a aparèixer en 1933. Les comunicacions van millorar gradualment.
En 1938 es va obrir una carretera que connectava Kabgayi amb Rubengera a l'oest.

## Postguerra

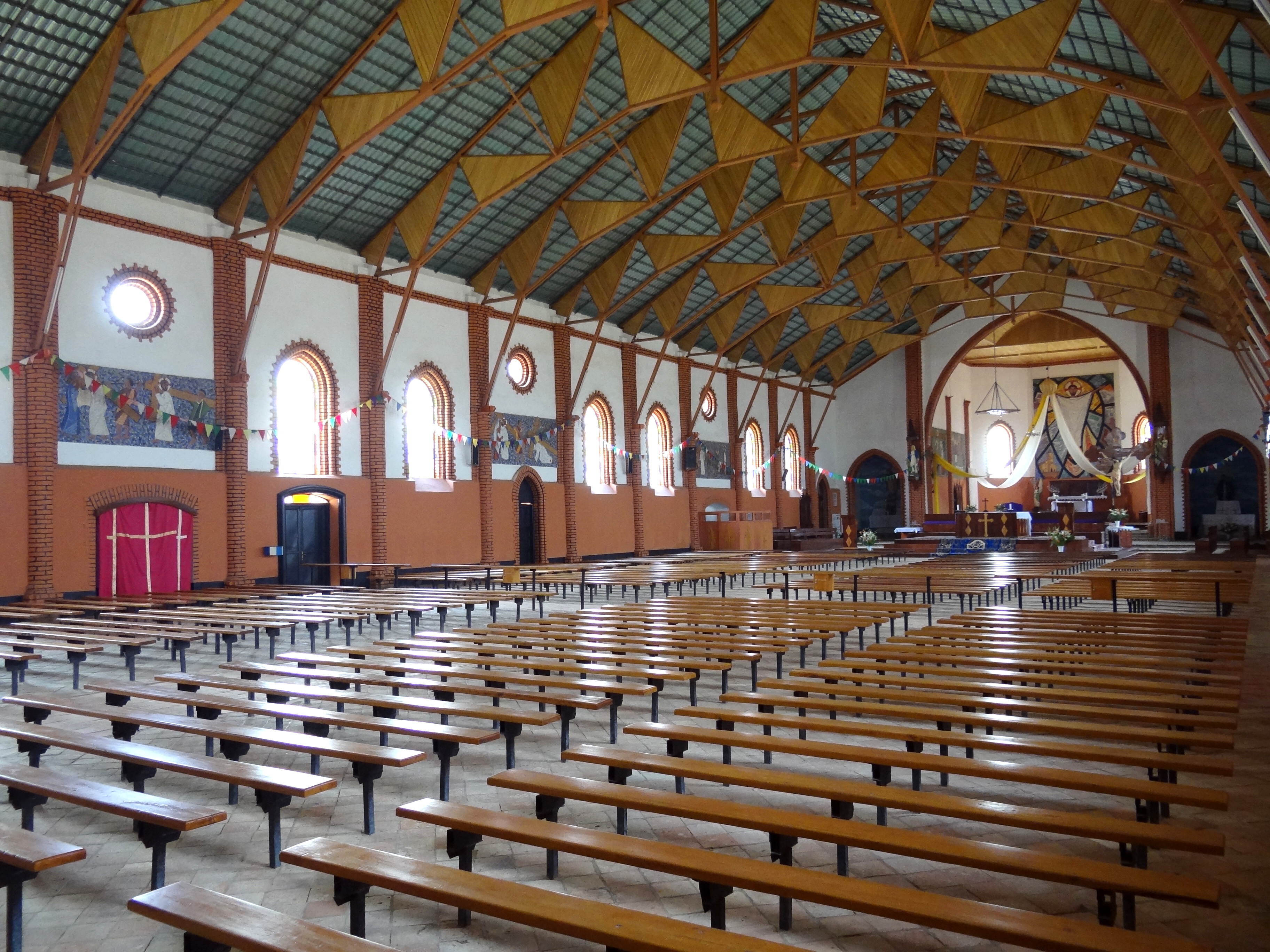
Basílica de la Catedral de Nostra Senyora de Kabgayi

El mandat colonial belga va acabar després de la Segona Guerra Mundial (1939-1944). El 1946 Ruanda i Burundi van ser posats sot fideïcomís de les Nacions Unides, romanent sota l'administració belga. El 1952 Monsenyor Aloys Bigirumwami, primer bisbe negre catòlic negre de l'Àfrica belga, va ser consagrat a Kabgayi. Va ser la seva l'última veu a favor de la reconciliació entre tutsis i hutus.
Al febrer de 1952 la seu fou reanomenada Vicariat Apostòlic de Kabgayi.
Al desembre de 1954 la impremta Kabgayi va publicar el primer número de Hobe, una revista per a nens, amb vuit pàgines escrites en kinyarwanda.
El novembre de 1959 la seu fou promoguda a l'Arxidiòcesi Metropolitana de Kabgayi.
En una reversió del seu suport als tutsis, l'església catòlica va revoltar amb els nacionalistes hutus.
En la seva carta pastoral de l'11 de febrer de 1959, el bisbe de Kabgayi, André Perraudin, va escriure en part: "En la nostra Ruanda, les diferències i les desigualtats socials estan en gran manera relacionades amb les diferències en la raça, en el sentit que la riquesa d'una banda i el poder polític de l'altra, estan en gran manera en mans de pobles de la mateixa raça."
Aquests comentaris implicaven que l'Església catòlica ruandesa recolzava les reivindicacions dels hutus. Podrien haver estat percebuts com una forma de justificació moral per als primers assassinats de tutsis que van seguir a la regió de Kabgayi a la fi d'aquest any.El 1959 es va utilitzar la impremta de l'església a Kabgayi per produir fullets que demanaven als hutus que utilitzessin la violència contra els tutsis.
L'1 de novembre de 1959 el subcap hutu Dominique Mbonyumutwa va ser assaltat per una banda de joves tutsi vora la missió de Kabgayi. Es va escapar, però els rumors que havia mort es van estendre ràpidament. L'endemà, un grup de hutus va atacar quatre notables tutsi en el cacicat proper de Ndiza, i en els dies que van seguir la violència contr els tutsis es va estendre arreu de Ruanda.
Durant la crisi de quatre anys que hi va seguir, molts tutsis van fugir als països veïns. El Concili Vaticà II (1962-1965), amb èmfasi en l'assistència per als pobres, va contribuir al suport creixent de l'Església catòlica als hutus, encara que molts dels tutsis també eren pobres.

## Post-independència

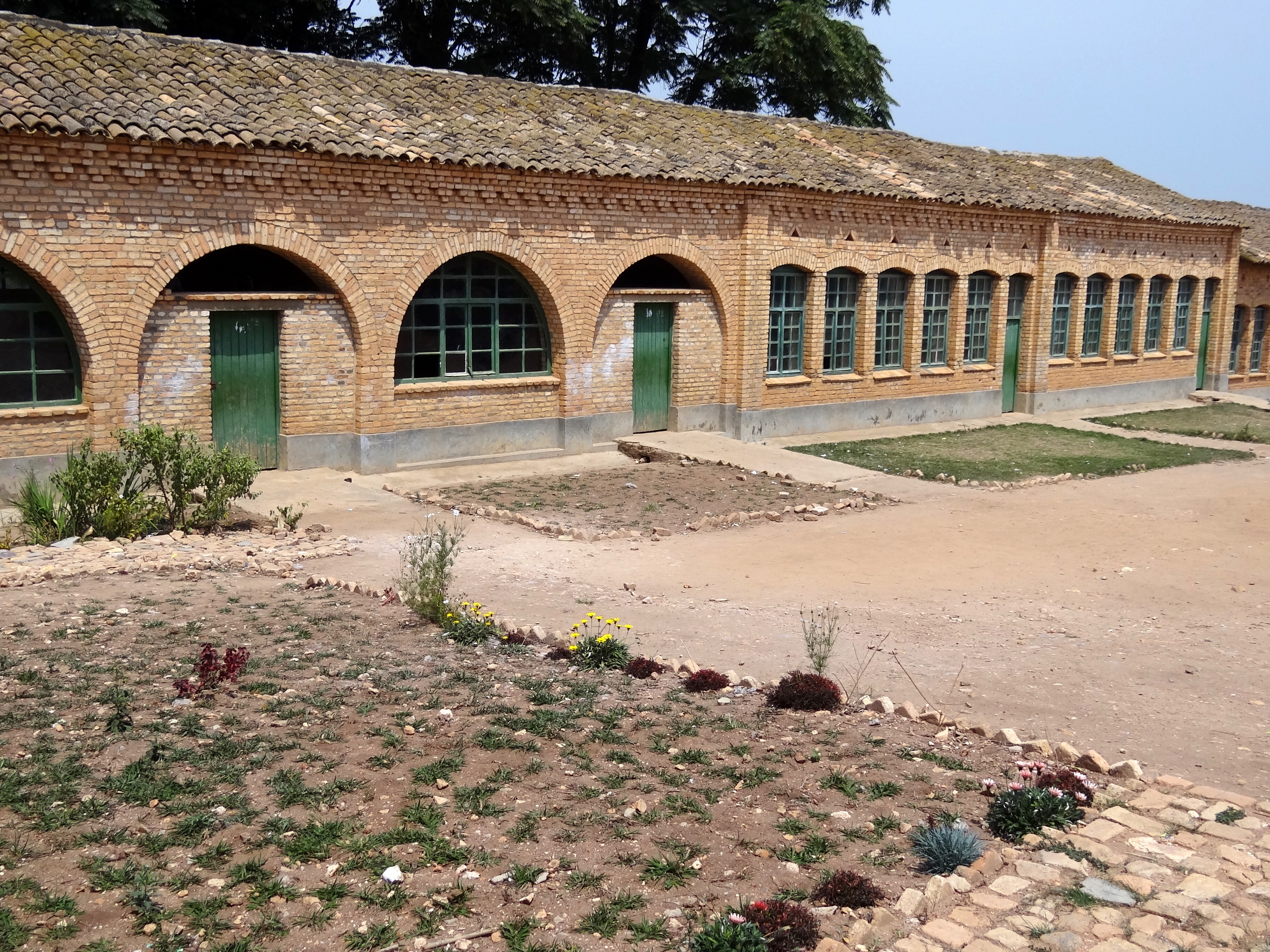
Edificis de l'era colonial a l'Hospital de Kabgayi

El 28 de gener de 1961 el Congrés Nacional de Ruanda va declarar la independència. La declaració del moviment dominat pels hutus es va fer a Gitarama, just al nord de Kabgayi. El país es va independitzar oficialment de Bèlgica l'1 de juliol de 1962. El primer president del país, Grégoire Kayibanda, havia estat educat al seminari Kabgayi, així com molts dels líders hutus.
Kayibanda era el secretari de l'arquebisbe Perraudin a Kabgayi.
En 1973 hi hagué un assassinat massiu se sacerdots josefites a Kabgayi. Es va dir que tant l'arquebisbe Perraudin com el President Kayibanda hi eren presents, però refusaren intervenir.
L'abril del 1976 Kabgayi es va convertir en la seu de la diòcesi catòlica de Kabgayi.
Joan Pau II va visitar Kagbayi el setembre de 1990. Ell va parlar contra la bretxa entre els camperols pobres de Ruanda i l'elit a les ciutats, i va exigir l'accés equitatiu als serveis governamentals i el crèdit per a la població rural.
L'església va treballar amb el govern. Vincent Nsengiyumva, arquebisbe de Kigali, esdevingué membre del comitè central del partit governant hutu MRND.
Alguns líders de l'església es van oposar a l'excessiva dominació hutu. En 1991 el bisbe de Kabgayi Thaddée Nsengiyumva va emetre una carta pastoral que criticabs profundament l'ús generalitzat d'assassinats polítics i la manca d'interès en la reconciliació entre els grups ètnics.
Els extremistes hutus van prendre el poder a l'abril de 1994 i es va embarcar en un programa sistemàtic per matar tutsis i hutus moderats. Els refugiats tutsis de les massacres van començar a arribar a Kabgayi a mitjans d'abril, on vivien amuntegats amb poc menjar ni aigua, molts pateixen malària o disenteria. Cada dia, soldats i milicians recollien homes joves per matar-los.
A finals de maig hi havia 38.000 refugiats a Kabgayi.
En aquest moment Kabgayi ha estat titllat de "camp d'extermini", amb els refugiats indefensos contra les violacions i homicidis comesos per la milícia.
El Front Patriòtic Ruandès (RPF), format per exiliats tutsis a Uganda, va lluitar i va començar a guanyar el control del país. Un grup de bisbes ruandesos van apel·lar al Papa Joan Pau II, demanant-li fer del centre religiós de Kabgayi una zona neutral, i el Papa ho va aprovar davant les Nacions Unides. Els bisbes van dir que l'exèrcit dirigit per hutus encara estava proporcionant protecció, però si l'exèrcit es veia obligat a replegar-se des dels Congo avançant a Kabgayi no podien protegir els refugiats de les milícies hutus. Els observadors de l'ONU enviats a Kabgayi no van veure signes de la massacre, però van informar que els refugiats eren intimidats.

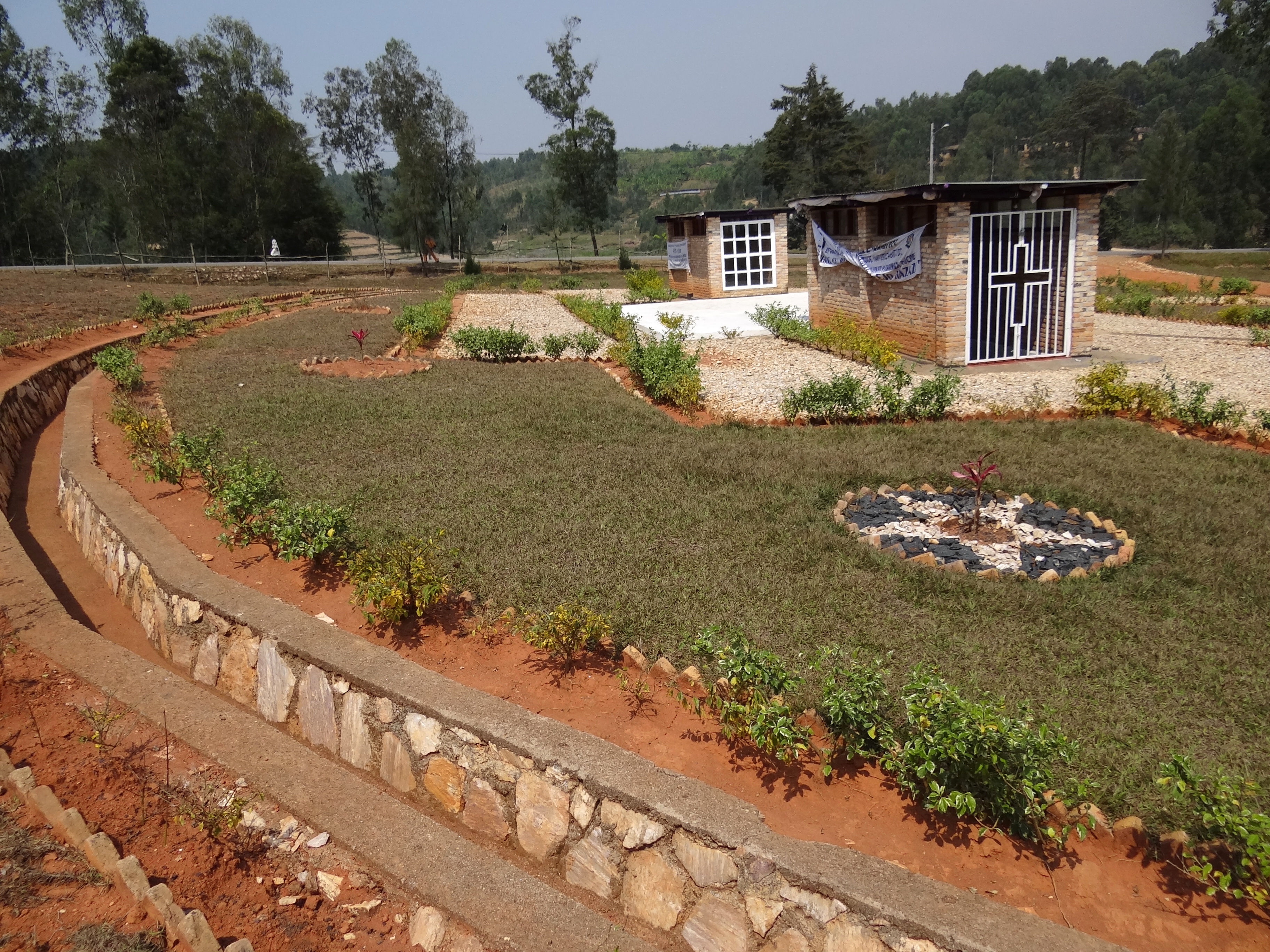
Memorial del genocidi on 6.000 persones foren enterrades en una fossa massiva davant l'hospital

L'apel·lació va arribar massa tard. Les tropes del govern i els paramilitars hutus interahamwe perpetraren assassinats en massa abans de fugir del FPR, qui va prendre el control de Kabgayi el 2 de juny de 1994. Els primers informes dels religiosos van dir que relativament poques persones havien mort, potser 1.500 de 30.000.
Tanmateix, un informe de febrer de 2009 per divuit jutges de tribunals gacaca va dir que havien mort almenys 64.000 refugiats. Moltes de les víctimes van ser enterrades amb vida. Presumiblement treballadors de la Creu Roja i clergues locals van ser còmplices de la matança.
Després que el FPR va prendre el control, el 5 de juny de 1994 l'arquebisbe Vincent Nsengiyumva, els bisbes Thaddée Nsengiyumva i Joseph Ruzindana, i uns altres deu sacerdots foren assassinats a Gakurazo, al sud de Kabgayi.
Es va informar que els assassins van ser els soldats tutsis que els custodiaven. El FPR va dir que els soldats pensaveb que els sacerdots eren involucrats en els assassinats anteriors de tutsis. El Papa va deplorar els assassinats.
El sacerdot i periodista André Sibomana va dir que posteriorment el FPR havia assassinat "centenars" de camperols a Kabgayi el 19 de juny de 1994.
Després de les matances de 1994 les diòcesis Kabgayi i Byumba, ajudades per Catholic Relief Services i després per l'Oficina de Població, Refugiats i Migració dels Estats Units, va començar a organitza trobades per ajudar els joves a comprendre el que havia passat, per què i com prevenir que tals esdeveniments es repetissin. Els programes estaven oberts a tothom. El 30% dels joves dels tres camps de proves de Kabgayi eren catòlics romans.

## Institucions
Kabgayi avui és la seu de la Basílica de la Immaculada Concepció (Beatae Immaculatae Virginis), un edifici gran de maons vermells erigit en 1923.
La cerimònia de consagració a l'abril de 1923 va comptar amb la presència de nombrosos administradors colonials i del rei Musinga, que va atraure una gran quantitat de gent del lloc.
Els governants colonials belgues també van fer de Kabgayi la ubicació d'un hospital i escoles de formació per llevadores, pintors, fusters i ferrers i altres oficis.
Hi ha un petit museu amb una exhibició d'artefactes de diferents èpoques.
Kabgayi és també la seu del Seminari Major Inter-Diocesà Nacional de Kabgayi (El Cicle de Filosofia), el Centre Pastoral de Saint André, l'escola de Saint Joseph i l'escola d'infermeres i llevadores St. Elizabeth.
A partir de 2013, l'Hospital del Districte de Kabgayi patia escassetat de personal, resultant en grans cues de pacients.

## Galeria

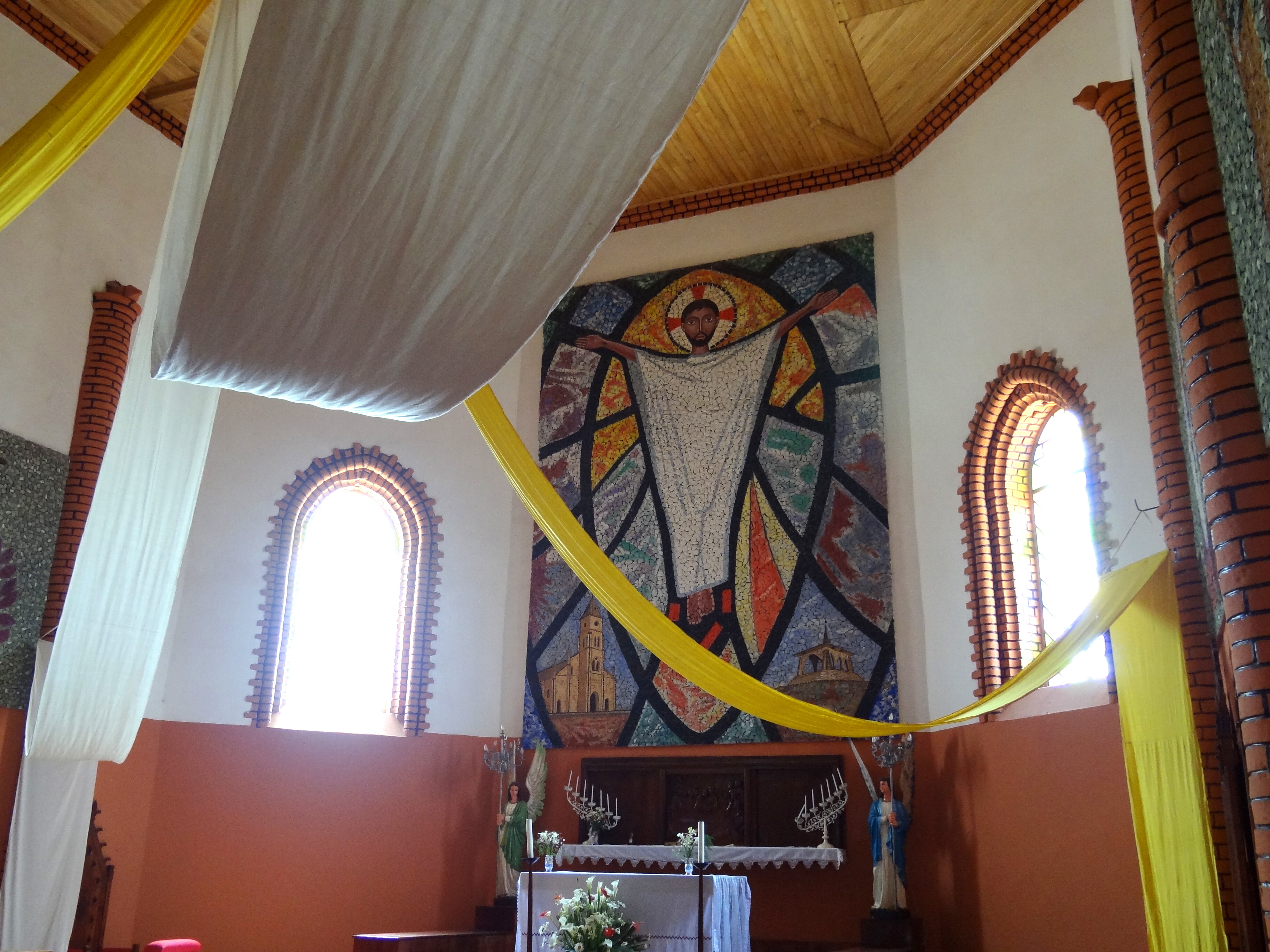
Context de l'altar - Basílica de la Mare de Déu a Kabgayi
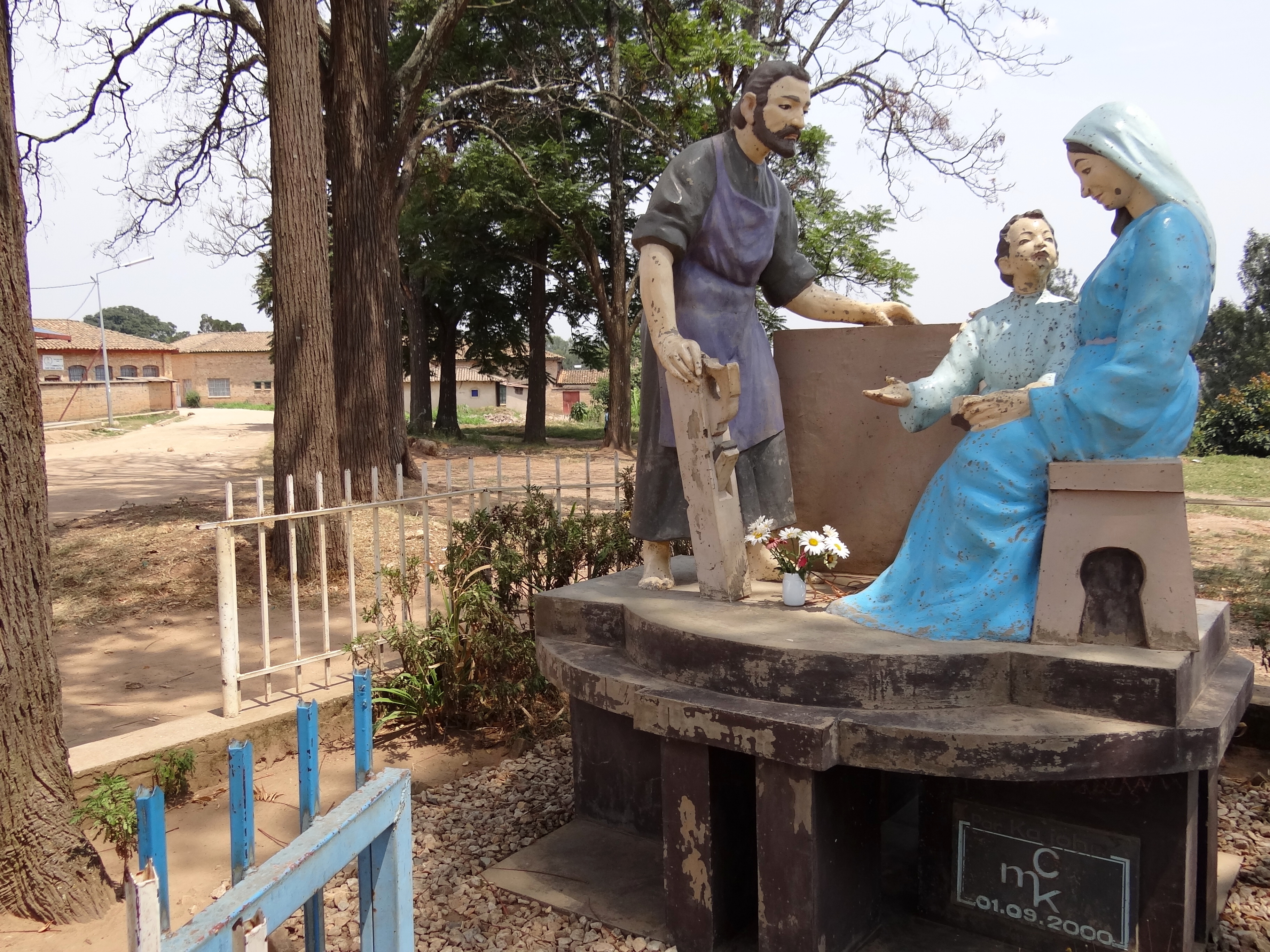
Estàtues catòlic a la catedral de Kabgayi
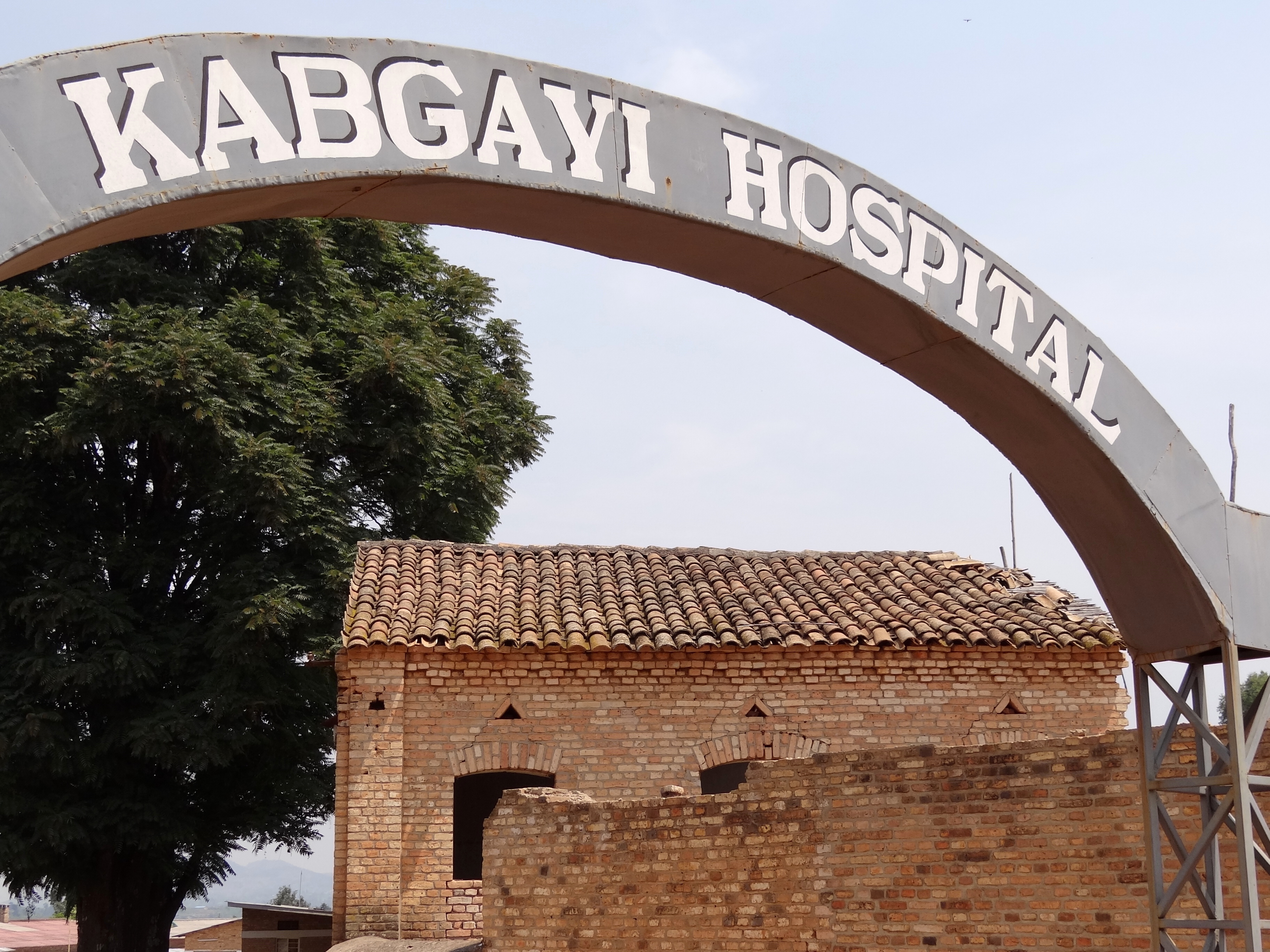
Senyal de l'edifici de l'Era Colonial - Hospital de Kabgayi
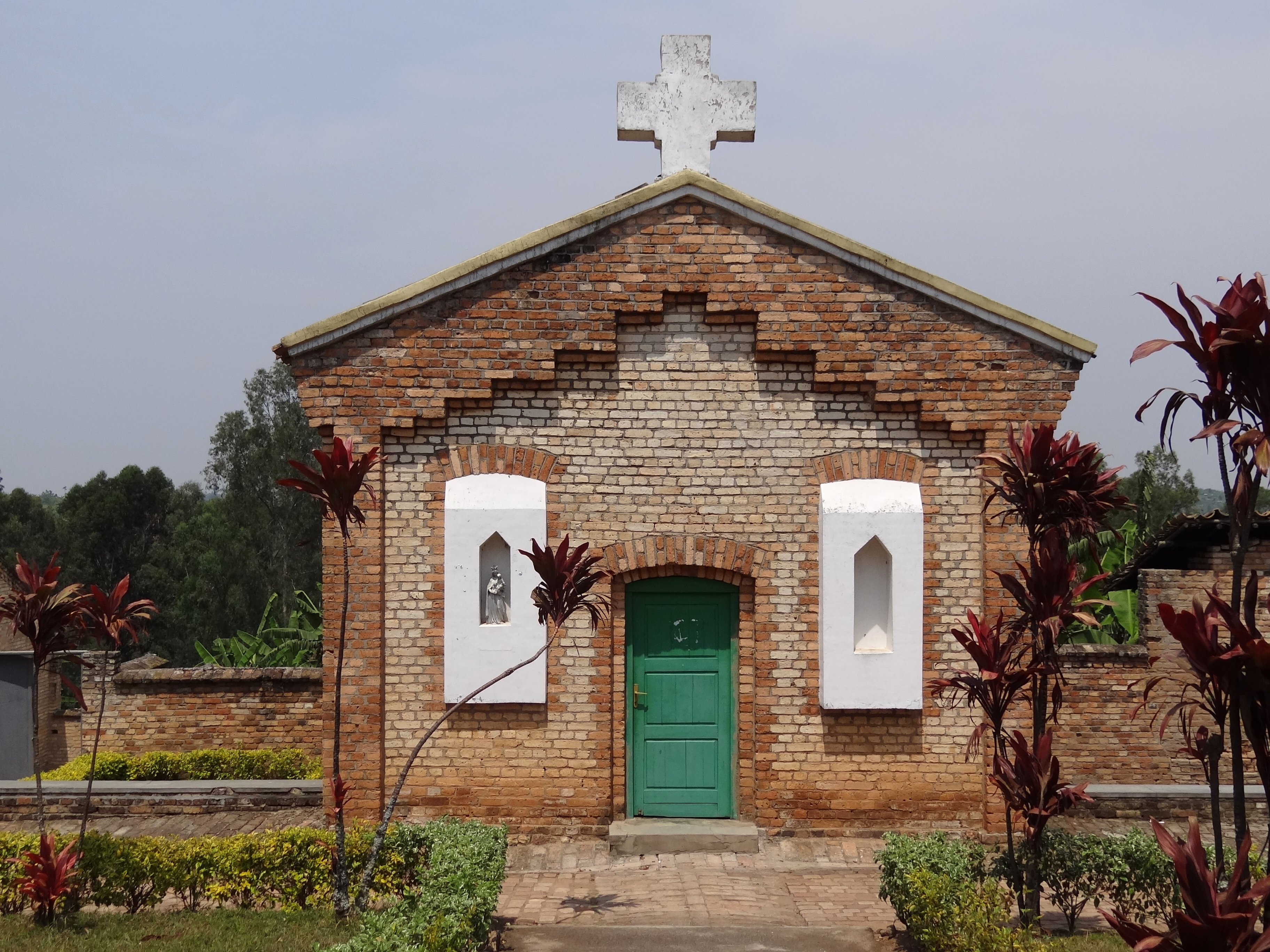
Capella de l'Hospital de Kabgayi

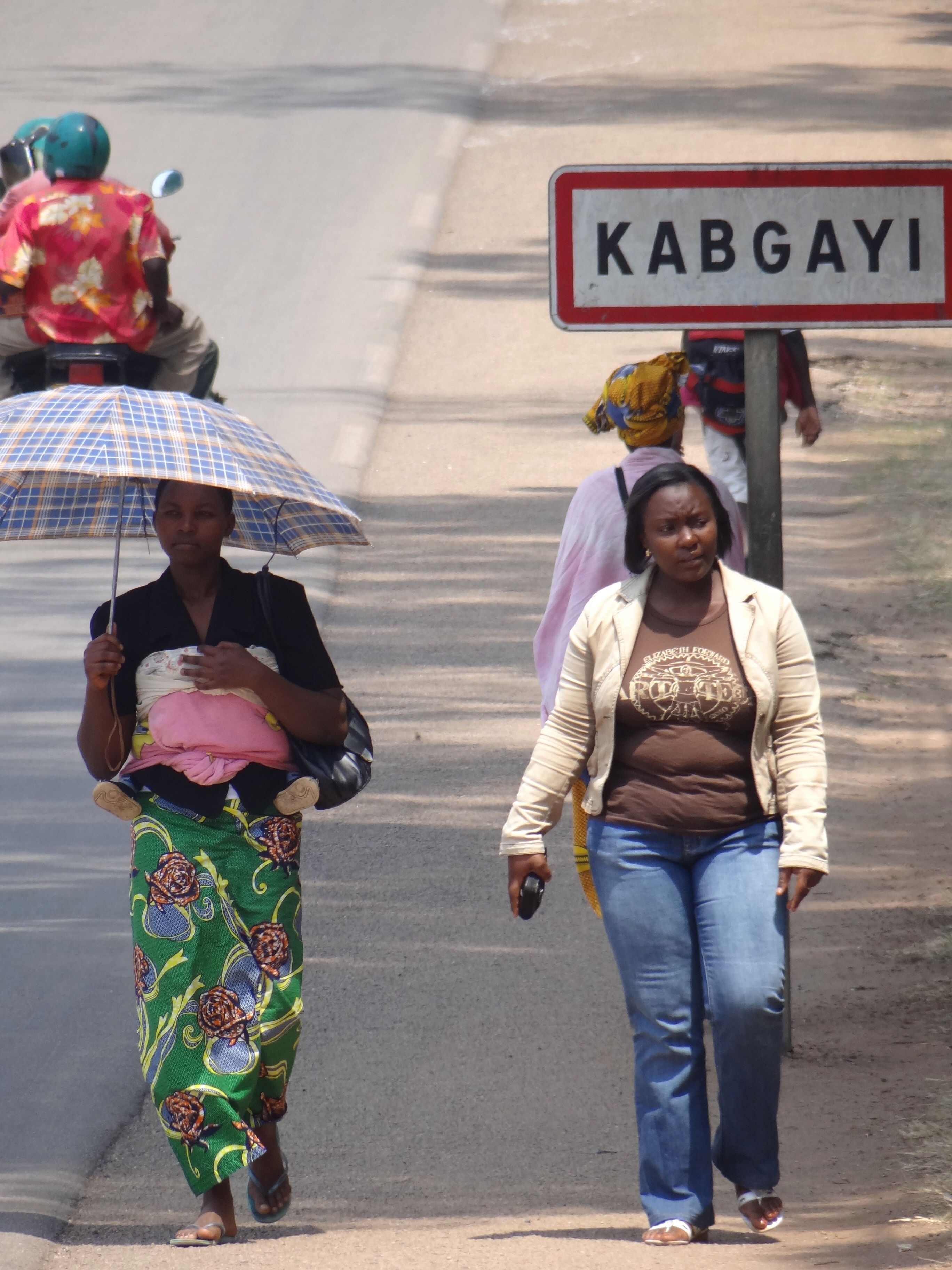
Escena de carrer vora la catedral de Kabgayi
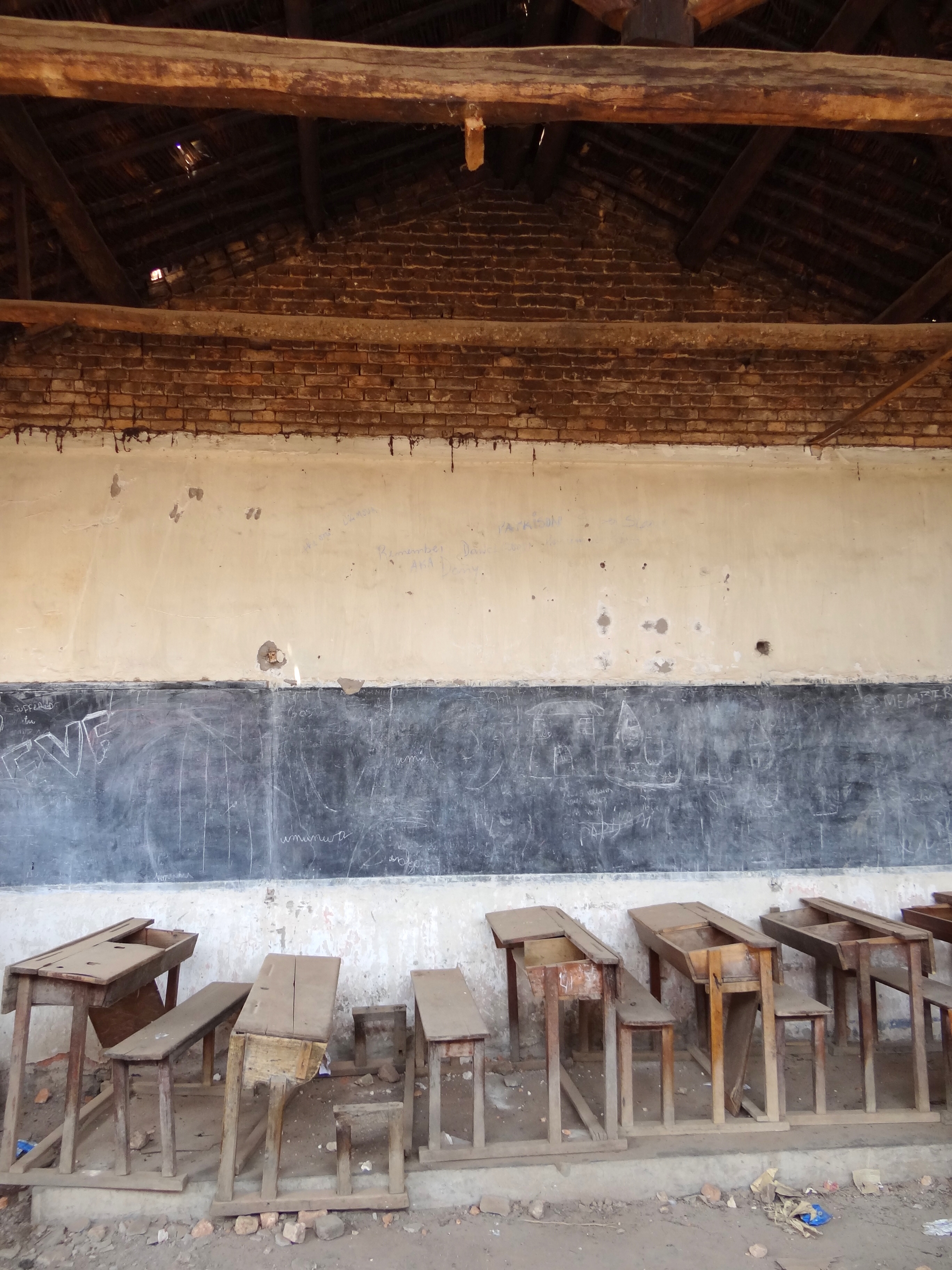
Escola cremada de l'Hospital de Kabgayi
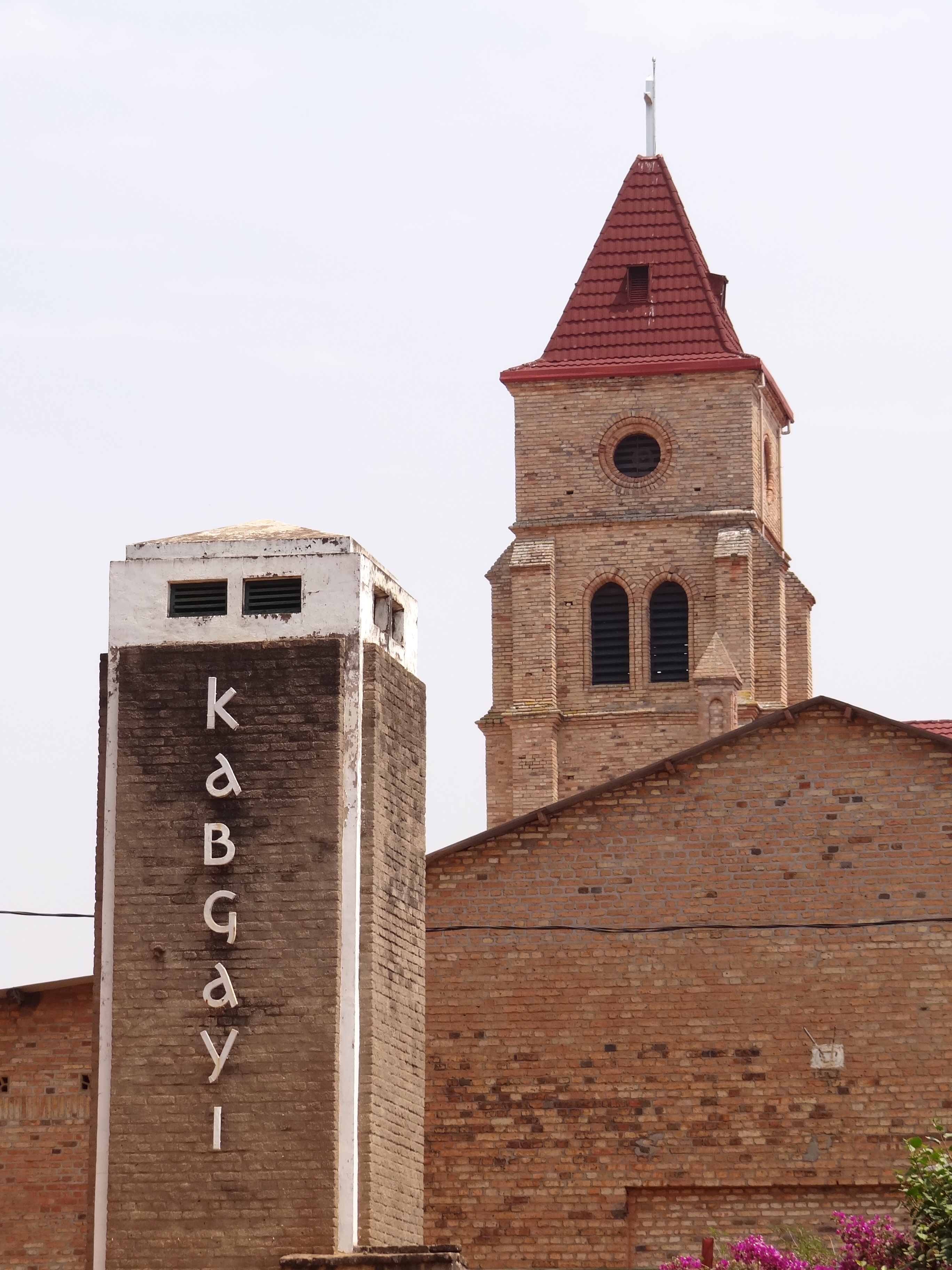
Basílica de la Mare de Déu a Kabgayi
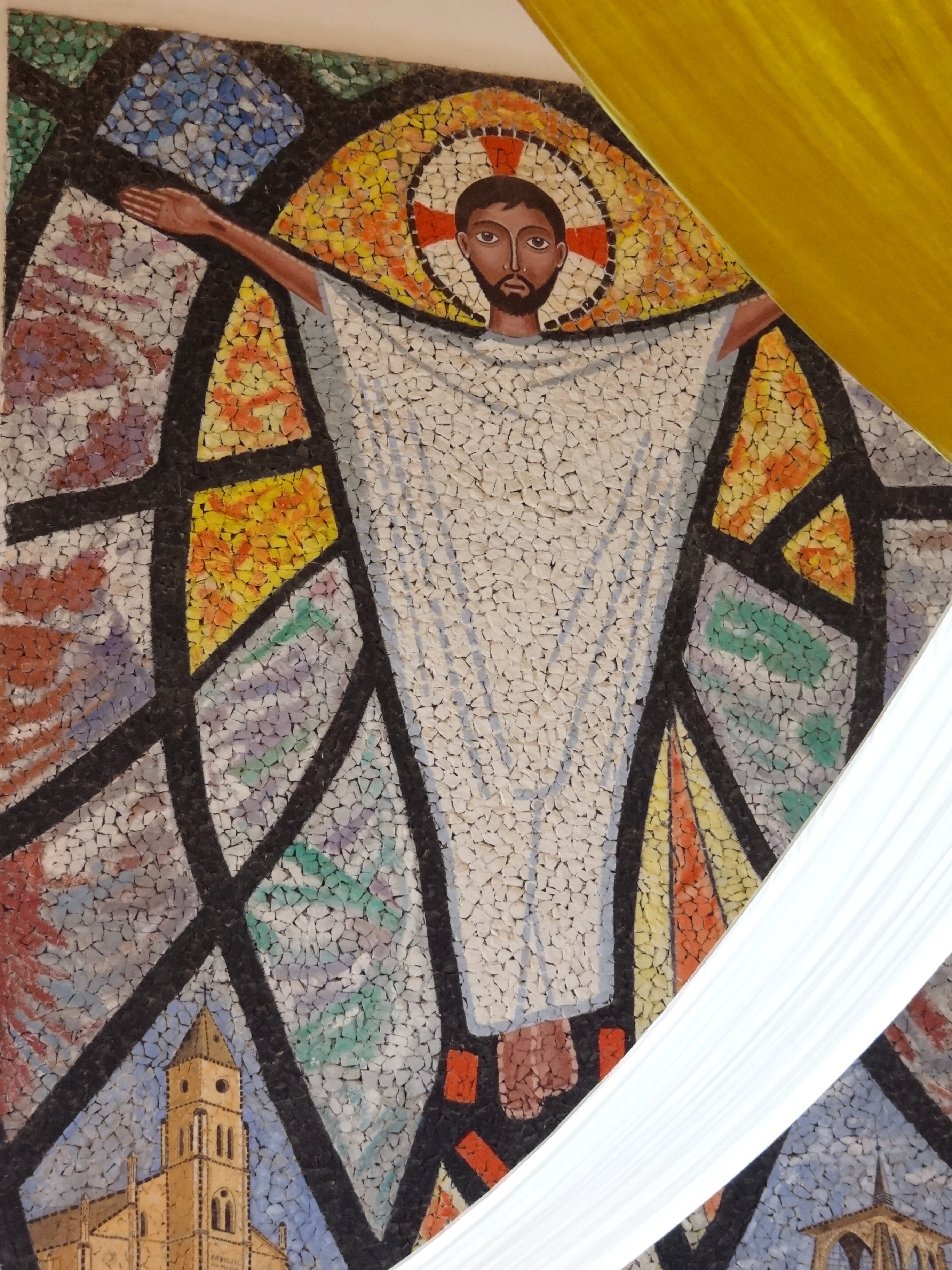
Mosaic de la Basílica de la Mare de Déu a Kabgayi